# Sombrero cloche

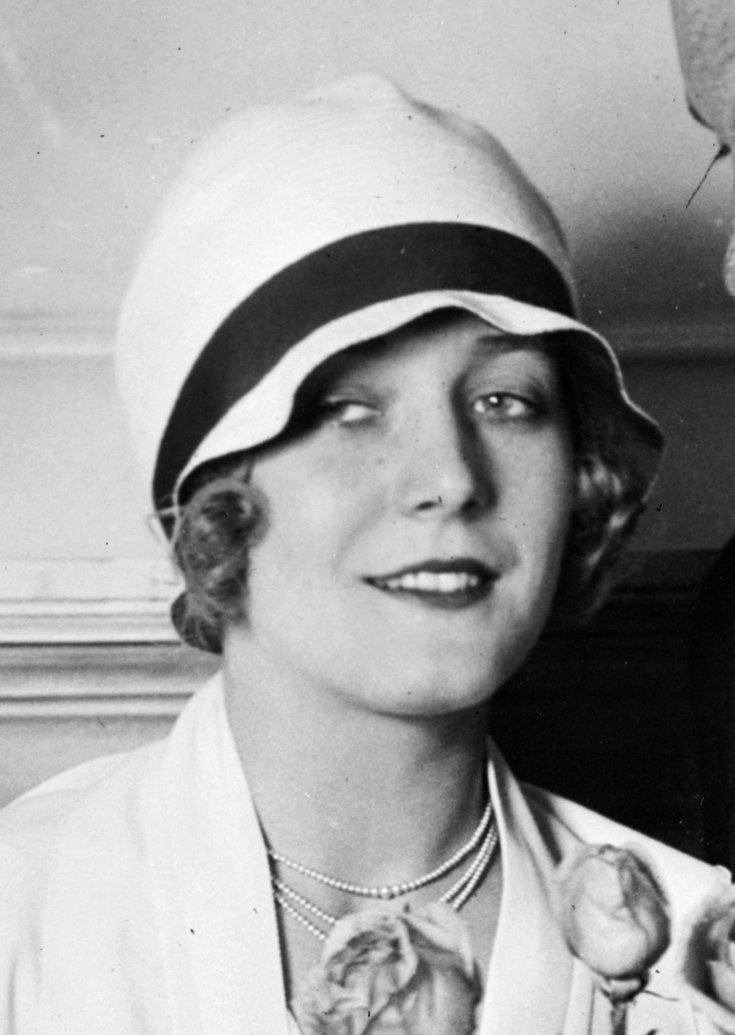
Vilma Bánky con sombrero Cloche en 1927

El sombrero cloche (en español, sombrero campana) es un sombrero femenino, generalmente de fieltro, de copa hemisférica, cuerpo cilíndrico y ala mínima. Diseñado por Caroline Reboux, fue el sombrero femenino predominante en la década de 1920 y de característico estilo masculino.
El sombrero quedaba encajado a la cabeza, de manera que no se podía llevar con cabello largo, por lo que se fomentaba más el peinado a lo garçonne. Llegaba a cubrir la frente, dejando ver apenas los ojos, obligando a la portadora a levantar el mentón y mirar hacia abajo, lo que reforzaba el aire de seguridad de la nueva mujer.
A partir de 1928 estuvo de moda girar arriba el ala del cloche.
A partir de 1930, el cloche perdió la hegemonía casi absoluta de la que había gozado para pasar de moda definitivamente en 1933-1934.
La grafía correcta es "cloche" sin acento, como se puede observar en revistas de la época.